# Медун (Подгорица)
Медун је насељено мјесто у граду Подгорици у Црној Гори. Према попису из 2023. било је 87 становника.

## Географија
Медун се налази 12 km североисточно од Подгорице.

## Демографија
У насељу Медун живи 87 пунолетних становника, а просечна старост становништва износи 44,5 година (46,5 код мушкараца и 42,6 код жена). У насељу има 37 домаћинстава, а просечан број чланова по домаћинству је 2,92.
Ово насеље је углавном насељено Србима (према попису из 2003. године).
|  |

| Демографија | Демографија | Демографија |
| Година      | Становника  | Становника  |
| ----------- | ----------- | ----------- |
|             |             |             |
|             |             |             |
|             |             |             |
|             |             |             |
| 1948.       | 227         |             |
| 1953.       | 210         |             |
| 1961.       | 192         |             |
| 1971.       | 168         |             |
| 1981.       | 121         |             |
| 1991.       | 107         | 107         |
| 2003.       | 108         | 108         |
| 2011.       |             | 100         |

| Национални састав према попису из 2003.‍ | Национални састав према попису из 2003.‍ | Национални састав према попису из 2003.‍ | Национални састав према попису из 2003.‍ | Национални састав према попису из 2003.‍ |
| --------------------------------------- | --------------------------------------- | --------------------------------------- | --------------------------------------- | --------------------------------------- |
|                                         |                                         |                                         |                                         |                                         |
| Срби                                    | Срби                                    |                                         | 74                                      | 68,51%                                  |
| Црногорци                               | Црногорци                               |                                         | 32                                      | 29,62%                                  |
| Југословени                             | Југословени                             |                                         | 1                                       | 0,92%                                   |
| непознато                               | непознато                               |                                         | 1                                       | 0,92%                                   |

| Национални састав према попису из 2011.‍ | Национални састав према попису из 2011.‍ | Национални састав према попису из 2011.‍ | Национални састав према попису из 2011.‍ | Национални састав према попису из 2011.‍ |
| --------------------------------------- | --------------------------------------- | --------------------------------------- | --------------------------------------- | --------------------------------------- |
|                                         |                                         |                                         |                                         |                                         |
| Срби                                    | Срби                                    |                                         | 64                                      | 64%                                     |
| Црногорци                               | Црногорци                               |                                         | 32                                      | 32%                                     |

| Година пописа     | 1948. | 1953. | 1961. | 1971. | 1981. | 1991. | 2003. |
| ----------------- | ----- | ----- | ----- | ----- | ----- | ----- | ----- |
| Број домаћинстава | 47    | 46    | 43    | 38    | 37    | 35    | 37    |

| Број чланова      | 1  | 2 | 3  | 4 | 5 | 6 | 7 | 8 | 9 | 10 и више | Просек |
| ----------------- | -- | - | -- | - | - | - | - | - | - | --------- | ------ |
| Број домаћинстава | 37 | 7 | 14 | 5 | 5 | 3 | 0 | 1 | 2 | 0         | 0      |

| Пол    | Укупно | Неожењен/Неудата | Ожењен/Удата | Удовац/Удовица | Разведен/Разведена | Непознато |
| ------ | ------ | ---------------- | ------------ | -------------- | ------------------ | --------- |
| Мушки  | 45     | 11               | 29           | 3              | 2                  | 0         |
| Женски | 44     | 8                | 29           | 7              | 0                  | 0         |
| УКУПНО | 89     | 19               | 58           | 10             | 2                  | 0         |

| Пол    | Укупно                    | Пољопривреда, лов и шумарство | Рибарство                            | Вађење руде и камена | Прерађивачка индустрија       |
| ------ | ------------------------- | ----------------------------- | ------------------------------------ | -------------------- | ----------------------------- |
| Мушки  | 23                        | 3                             | 0                                    | 0                    | 1                             |
| Женски | 9                         | 1                             | 0                                    | 0                    | 0                             |
| УКУПНО | 32                        | 4                             | 0                                    | 0                    | 1                             |
| Пол    | Производња и снабдевање   | Грађевинарство                | Трговина                             | Хотели и ресторани   | Саобраћај, складиштење и везе |
| Мушки  | 0                         | 1                             | 5                                    | 0                    | 1                             |
| Женски | 0                         | 0                             | 1                                    | 0                    | 1                             |
| УКУПНО | 0                         | 1                             | 6                                    | 0                    | 2                             |
| Пол    | Финансијско посредовање   | Некретнине                    | Државна управа и одбрана             | Образовање           | Здравствени и социјални рад   |
| Мушки  | 0                         | 1                             | 6                                    | 1                    | 0                             |
| Женски | 1                         | 0                             | 1                                    | 0                    | 1                             |
| УКУПНО | 1                         | 1                             | 7                                    | 1                    | 1                             |
| Пол    | Остале услужне активности | Приватна домаћинства          | Екстериторијалне организације и тела | Непознато            | Непознато                     |
| Мушки  | 3                         | 0                             | 1                                    | 0                    | 0                             |
| Женски | 3                         | 0                             | 0                                    | 0                    | 0                             |
| УКУПНО | 6                         | 0                             | 1                                    | 0                    | 0                             |

## Знаменитости
- У Медуну се налазе остаци античког града Метеона.
- У Медуну се налази Музеј Марка Миљанова који је установљен 1971. године у кући, бившем ушћумату, која је овом чувеном ратнику, дипломати и књижевнику додијељена након ослобођења, а недалеко су и рушевине његове родне куће, које нажалост нису валоризоване као споменик културе.[4]

## Познате личности
- Марко Миљанов, војсковођа, дипломата и књижевник
- Милица Миљанов, хероина за време Првог светског рата
- Љубица Поповић, народни херој Југославије

## Галерија
- Знаменитости
- Црква на тврђави
- Гроб Марка Миљанова на тврђави (лево је споменик који је подигла његова жена Стефа, а десно други, који му је касније подигао народ)
- Старо црквено звоно